# Арбатнот, Джордж
Джордж Арбатнот (англ. George Arbuthnot; 9 января 1836, Мадрас, Британская Индия — 26 декабря 1912, Хиллингдон, Мидлсекс, Великобритания) — британский политик.

## Биография
Родился 9 января 1836 года в городе Мадрас, Британская Индия, в семье Джона Алвеса Арбатнота (1802—1875), сооснователя банка Arbuthnot Latham, и его жены Мэри Арбатнот (1812—1859). Родители приходились друг другу двоюродными братом и сестрой.
Военную службу проходил в Королевской конной артиллерии, дослужился до звания полковника. Был мировым судьёй в Херефордшире и Глостершире, занимал должность заместителя лорд-лейтенанта Херефордшира. Дважды избирался в палату общин Великобритании, где заседал в 1871—74 и 1878—80 годах.

## Личная жизнь
Женился 12 октября 1870 года на Кэролин Эмме Непин Эйтчисон, с которой имел 6 детей:
- Фрэнсис Мюриел Арбатнот (1871—1933), дважды замужем.
- Джон Бернард Арбатнот[англ.] (1875—1950) — журналист, банкир, участник первой мировой войны. Женат на дочери Генри Артура Блейка, имел 6 детей, включая Патрисию Коберн[англ.].
- Дороти Гертруд Арбатнот (1878—1957) — супруга Хью Бейтман-Чемпейна[англ.], две дочери.
- Мэри Кристобель Арбатнот (1879—?) — трижды замужем, сын Питер Лесли Янг от первого брака.
- Хью Арчибальд Арбатнот (1885—1950) — дважды женат, детей не имел.
- Рональд Джордж Уркхарт Арбатнот (1891—1918) — лейтенант королевских ВВС, погиб в первой мировой войне.